# Ревич Всеволод Олександрович
Все́волод Олекса́ндрович Ре́вич (1929—1997) — радянський та російський критик фантастики, детективу та пригодницької літератури. Член Союзу журналістів і Союзу кінематографів СРСР. Член КПРС з 1960 року.

## Біографія
Народився у Нижньому Новгороді 28 лютого 1929 року. З трьох років жив у Москві.
Закінчив Філологічний факультет МДУ.
В різні роки працював вчителем у школі, в «Літературній газеті», в журналі «Радянський екран», «Літературний огляд». Займав посади редактора головного редактора Всесоюзного бюро пропаганди радянського кіномистецтва і головного редактора московського Кіноцентра.
Дружив з багатьма фантастами: Кіром Буличовом, Аркадієм Стругацьким та іншими.
Займався туризмом і альпінізмом. Брав участь у склавдних походах по Паміру, а також в походах і сходженнях на Кавказі. Цікавився фотографією, його знімки були опубліковані у газетах і журналах.
Помер 18 лютого 1997 року у Москві. Захоронений на Міуському кладовищі.

### Родина
Дружина — Тетяна Чеховська (1930—1994). Сини Юрій (д.н. 1953) та Андрій (д.н. 1965)

## Творчість
В літературі дебютував науково-фантастичним оповіданням «Tet-a-tete» (1964). Власне фантастична творчість Ревича обмежується трьома оповіданнями: крім дебютного, це — «Сенсація» (1965) і «Штурмовий тиждень» (1965). Значно більшу популярність принесли його роботи як критика.
Відомий своїми критичними статтями і книгою «Перехрестя утопій» (1998) виданої після смерті сином письменника за підтримки Кіра Буличова (обкладинку оформила дружина Буличова — Кіра Сошинська). У книзі описана історія російської та радянської фантастики XX століття. На сьогоднішній день це найбільш масштабний труд по російській фантастиці. Книга удостоєна АБС-премії 1999 року в розділі «Літературна критика та публіцистика».
Перу Ревича також належать енциклопедії, брошури, передмови, рецензії. Всеволодом Ревичем складено кілька збірок і антологій часом рідкісних і забутих творів, таких авторів як Герберт Уеллс, Артур Конан Дойл, Луї Жаколіо, Луї Буссенар та інших.
Ревичу належить авторство терміна «нуль-література», що описує літературні (фантастичні) твори низької якості.